# Paul Wilwertz
Paul Wilwertz (* 7. April 1905 in Wolz; † 28. Dezember 1979 in Luxemburg) war ein luxemburgischer Politiker der LSAP.
1926 ist er der Letzebuerger Aarbechterpartei beigetreten. Von 1930 bis 1932 war er Präsident der ASSOSS. Er trat in den Staatsdienst ein und wurde 1938 ein enger Mitarbeiter des Arbeitsministers Pierre Krier. Von 1945 bis 1951 war er Direktor des Office National du Travail. In der Partei war er von 1945 an im Direktionskomitee, von 1948 bis 1949 war er Vize- und von 1955 bis 1958 Präsident der LSAP. Während der Erfolge in der Partei wurde er 1951 in die Chamber gewählt. 1954 wurde er zum Commissaire général für Wirtschaft, 1957 Staatssekretär und 1958 Mitglied der Europäischen Kommission. 1940 und von 1945 bis 1967 war er Präsident der Fédération du Sport Cycliste Luxembourgeois (F.S.C.L), des Luxemburger Radsportverbandes.
Er war von 1964 bis 1969 Bürgermeister der Stadt Luxemburg und wurde 1968 nochmals Deputierter und wurde von 1969 bis 1974 Vizepräsident der Chamber. Er wurde danach zweimal Mitglied des Staatsrat, von 1954 bis 1954 und von 1960 bis 1968.
Paul Wilwertz starb am 28. Dezember 1979 im Alter von 74 Jahren.
| Personendaten    | Personendaten                                          |
| ---------------- | ------------------------------------------------------ |
| NAME             | Wilwertz, Paul                                         |
| KURZBESCHREIBUNG | luxemburgischer Politiker (LSAP), Mitglied der Chambre |
| GEBURTSDATUM     | 7. April 1905                                          |
| GEBURTSORT       | Wolz                                                   |
| STERBEDATUM      | 28. Dezember 1979                                      |
| STERBEORT        | Luxemburg                                              |